# Дворников, Николай Николаевич
Николай Николаевич Дворников (бел. Мікалай Мікалаевіч Дворнікаў), известный под псевдонимами Герасим, Андрей, Антон, Станислав Томашевич, Роберт и Петя (7 декабря 1907, Гомель — 16 февраля 1938, Эстремадура) — советский белорусский политический деятель, член Коммунистической партии Западной Белоруссии и Коммунистического союза молодёжи Западной Белоруссии. Участник Гражданской войны в Испании, политрук батальона имени Хосе Палафокса и командир украинской роты имени Тараса Шевченко.

## Биография
Родился 19 декабря 1907 года в Гомеле в рабочей семье. С 1926 года работал на осушении болот, на стройке моста через Сож, Дворца культуры железнодорожников, рабочим завода сельскохозяйственного машиностроения «Гомсельмаш».
Член белорусского комсомола с 1927 года, с 1929 года член ВКП(б). В 1928—1929 годах секретарь комсомольской организации завода «Гомсельмаш», на здании которого установлена мемориальная доска; в 1929—1931 годы секретарь райком комсомола. С января 1931 года член ЦК Комсомола.

### Подполье в Западной Белоруссии
В 1932 году слушал курсы партийной школы ЦК КПЗБ в Минске, после чего с ноября 1932 года отправлен на подпольную работу на территорию Польши в Западную Белоруссию – секретарь Белостокского, потом Брестского окружных комитетов КСМЗБ.
В мае-июле 1933 года под руководством Дворникова в лесах под Брестом прошли совещания-конференции Брестского окружного комитета КПЗБ. Было принято решение начать широкие акции протеста крестьян Брестчины, одобрен план проведения массовых походов крестьян в имения помещиков. Дворников стал одним из организаторов вооруженного выступления крестьян 3-4 августа в Кобринском повете, которое было жестоко подавлено, закончившись акциями пацификации и арестами. Дворников организовал массовую кампанию в поддержку коммунистов, приговоренных к смерти за участие в восстании, результат - смягчение приговора.
В ноябре 1933 года включён в Секретариат ЦК КСМЗБ и начал работу в Вильно. С октября 1935 года продолжает работу в Польше как секретарь ЦК КСМЗБ.
Организовал покушение на агента польской полиции Якова Стрельчука, засланного в КПЗБ, и выдавшего целый ряд членов подполья. Акция произошла 27 января 1936 года во время дачи показаний Стрельчуком на суде над группой виленских студентов. Дворников был дублером главного исполнителя покушения Сергея Притыцкого. При попытке быть задержанным ранил одного из полицейских и сбежал.

### Гражданская война в Испании
С 1936 по 1938 годы сражался на фронте Гражданской войны в Испании на стороне республиканцев. Под псевдонимом Станислав Томашевич служил политруком в батальоне имени Хосе Палафокса, который входил в состав XIII польской интербригады имени Ярослава Домбровского. С конца 1937 года — первый командир украинской роты имени Тараса Шевченко, где воевали украинские и белорусские коммунисты из Польши и других стран.
Погиб 16 февраля 1938 года в бою с франкистами в горах Эстремадуры.

### Память

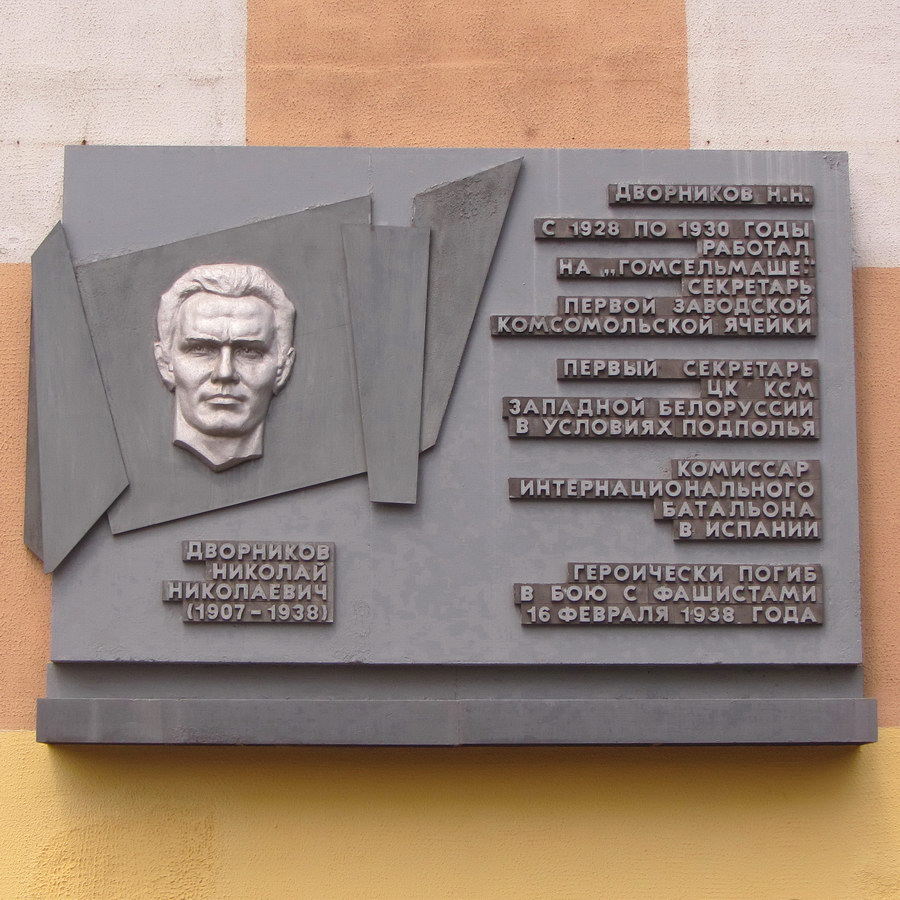
Мемориальная доска памяти Николая Дворникова на стенах завода «Гомсельмаш» (Гомель, Беларусь). Установлена в 1970 году.

В 1978 году увековечен в поэме его товарища по подполью Максима Танка «Николай Дворников».
Его именем названы улицы в Гомеле и Бресте.